# Alf Lombard

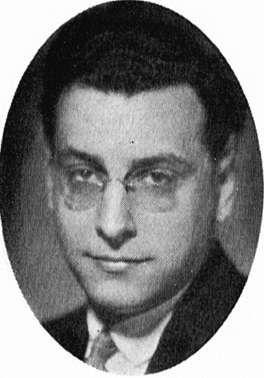
Alf Lombard

Alf Lombard (Parijs, 8 juli 1902 – Lund, 1 maart 1996) was een Zweeds romanist die vooral bekend is geworden door zijn bestudering van het Roemeens.
Lombard is geboren te Parijs uit een Franse vader en een Zweedse moeder, maar na de dood van zijn vader (1903) besloot zijn moeder terug te keren naar Zweden, waar hij opgroeide. Hij studeerde in Uppsala filologie bij Erik Staaff en russisch bij de slavist Rickard Ekblom. Meteen na zijn promotie in 1930 werd hij aangesteld als docent aan de Universiteit van Uppsala. In 1934 ondernam hij een reis naar Roemenië, waar hij vriendschappen sloot met vooraanstaande kenners van het Roemeens, zoals Ovid Densusianu, Alexander Rosetti en Augustin Z.N. Pop (de Eminescu kenner). Deze reis zou veel betekenen voor Lombards verdere (wetenschappelijke) interesses. Terug in Uppsala gaf hij in 1936 de eerste colleges Roemeens ooit in Scandinavië. In 1937 werd hij lector aan de Universiteit van Lund. In 1938 is hij weer in Roemenië en ontmoet te Cluj Sextil Puşcariu, de initiator van de Roemeense taalatlas. In 1939 werd Lombard te Lund benoemd tot hoogleraar romaanse talen, wat hij bleef tot zijn emeritaat in 1969.
In 1969 verkreeg Lombard een eredoctoraat van de universiteit van Cluj.

## Publicaties in boekvorm
- 1929: Les membres de la Proposition Française. Essai d'un classement nouveau.
- 1930: Les constructions nominales dans le français moderne. Étude syntaxique et stylistique (proefschrift Uppsala).
- 1935: La prononciation du Roumain (Resultaat van zijn eerste studiereis naar Boekarest in 1934).
- 1936: L'infinitif de narration dans les langues romanes. Étude de syntaxe historique.
- 1954-1955: Le verbe roumain. Etude morphologique (twee delen).
- 1967: Latinets öden i öster. Avec un résumé en français: Les destinées du latin à l'Est. (voortgekomen uit een in 1939 gehouden voordracht te Lund, waarin hij het belang van het roemeens voor de studie van de romaanse talen benadrukt.)
- 1973: Rumansk grammatik.
- 1974: La langue roumaine. Une présentation.
- 1981 (Samen met Constantin Gâdei): Dictionnaire morphologique de la langue roumaine.

## bron
- (ro)  Herdenkingsartikel uit 2002, honderd jaar na Lombards geboorte.